# Цоизит
Цоизит (зауальпит, аниолит) — минерал подкласса островных силикатов, метаморфогенный продукт гидротермального изменения плагиоклаза.
Назван в честь словенского коллекционера и просветителя С.Цойза (Baron Sigmund Zois von Edelstein; 1747—1819). Впервые найден в 1805 году в Каринтии (Австро-Венгрия) на хребте Зау-Альпы (раньше минерал назывался по месту добычи зауальпитом).

## Свойства
С химической точки зрения — силикат сложного состава, включающий алюминий и кальций. Ионы трёхвалентного железа придают минералу характерный фисташково-зелёный цвет.
Кристаллизуется в ромбической системе, образуя призматические кристаллы со штриховкой на гранях. Чаще встречается в виде агрегатов: зернистых, шестоватых, волокнистых, иногда радиально-лучистых.
Породообразующий минерал некоторых метаморфических сланцев, гидротермально изменённых основных изверженных пород (главный компонент соссюрита). Встречается также в хрусталеносных жилах, скарнах, корундовых плагиоклазитах.

## Месторождения
Чаще всего встречается в Танзании, Кении, Замбии, России (Урал), США (Вайоминг, Южная Каролина), Мексике, Австрии, Норвегии, Швейцарии.

## Метаморфизм
Образуется цоизит при гидротермальном изменении плагиоклазов в породах, метаморфизованных при средних и низких давлениях и температурах. Поэтому цоизит часто ассоциирует с другими метаморфическими минералами, в частности, с кальцитом, биотитом, роговой обманкой, корундом, кварцем и андрадитом.

## Применение

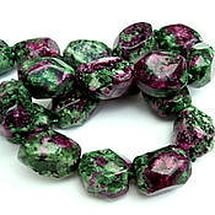
Обработанная цоизитовая порода

Некоторое время цоизит использовался как относительно недорогой поделочный камень и не привлекал к себе внимание ювелиров. В 1954 году в Танзании была найдена зелёная цоизитовая порода (цоизитовый амфиболит) с вкраплениями чёрной роговой обманки и крупных кристаллов рубина. Эффектные цветовые контрасты придают этой породе декоративный вид, позволяющий использовать её в качестве ювелирно-поделочного камня.

## Разновидности
Плотная розовая или красноватая разновидность цоизита называется тулитом и относится к ювелирно-поделочным камням. Добывают этот камень в зоне Балтийского щита. Ювелирная разновидность сапфирово-синего цвета именуется танзанитом. Его добывают в Танзании из гнейсов, образованных при региональном метаморфизме.